# 서민정
서민정(1979년 7월 11일 ~ )은 대한민국의 前 배우, 방송인이다.
이화여자대학교 법학과에 재학 중이던 2000년 NTV 《음악천하》 VJ로 데뷔하였다. 이 후 《섹션TV 연예통신》, 《출발 비디오 여행》, 《호기심천국》 등의 프로그램에서 리포터를 맡았다. 2002년 김병욱 PD가 연출한 SBS 시트콤 《똑바로 살아라》 를 통해 정극에 데뷔하였고 《그 여름의 태풍》, 《사랑과 야망》 등에 출연하였다.
2006년부터 2007년, 인기리에 방영된 MBC 일일시트콤 《거침없이 하이킥!》에 출연해 큰 사랑을 받았다. 본관은 이천 서씨 2007년 8월 26일, 1살 연상의 재미교포 치과의사 안상훈과 결혼하였고 미국 뉴욕으로 건너 가 신접 살림을 차림으로써, 결혼 이후 뉴욕으로 이주하면서 방송활동을 잠정 중단하였다.
10년이 세월이 흐른 2017년 6월 26일에 방송되었던 MBC 예능 프로그램 《미스터리 음악쇼 복면가왕》을 통해 10년만에 다시 연예계에 복귀하였고, 2017년 12월 3일부터 방송된 JTBC 리얼리티 프로그램 《이방인》에 가족들과 고정 출연하며 인기를 얻었다.
2019년 방송활동을 마지막으로 다시 활동을 중단 하였으며, 사실상 연예계를 떠난 것으로 봐도 무방하다. 현재는 가족들과 미국에서 일상을 보내고 있다.

## 학력
- 서울대현초등학교 (졸업)
- 서현고등학교 (졸업)
- 한국외국어대학교 법학과 (중퇴)
- 이화여자대학교 법학과 (졸업)

## 결혼과 가족
서민정은 2005년 친구의 소개로 한 살 연상의 재미교포 안상훈과 처음 만나 1년여 동안 연애 끝에 2007년 8월 26일 서울 삼성동 코엑스 컨벤션센터 그랜드볼룸에서 결혼식을 올렸다. 미국에서 치과의사로 일하고 있어 멀리 떨어져있던 남편과 자주 만나지 못 만나는 대신 이메일과 전화통화로 사랑을 키워온 것으로 알려졌다. 서민정의 남편은 뉴욕대학교 출신 치과의사로, 현재 맨하튼에서 치과를 인수해 병원장과 치과의사로 일하고 있다.
남편의 첫 만남에 대해서는 항상 서로 너무 사랑할 수 있고 위해 줄 수 있는 사람 만나고 싶다는 생각을 해왔는데, “미국으로 놀러가는 친구가 미국에 아는 사람이 없냐고 물었는데 우연히 대학 1학년 친구가 어느 날 갑자기 전화가 와서 미국에서 유학 중이라고 방학 때 잠깐 나와 서로 만나기로 했다. 그 친구의 친척이 지금 결혼한 배우자로 남편이 15년만에 한국에 나왔을 때 만나게 된 것이다. 남편도 독실한 크리스천이었는데 첫 날 서로 신앙에 대한 이야기를 하며 친해졌다”고 밝히며, “배우자가 될 사람은 광채가 난다고 하던데 정말 처음 만났을 때 슬로 모션으로 걸어오는 것 같았다. 선한 인상에 호감을 가지게 됐었다”면서 그 이후에도 남편이 계속 연락을 해왔다고 한다. 나중에 지속적으로 연락을 한 이유에 대해서는 “믿음에 대한 이야기를 하지 않았다면 연락해볼 용기를 내지 못했을 것”이라고 말했다.
서민정은 2008년 7월 28일 첫 딸 안예진을 출산했다.

## 출연 작품

### 드라마, 시트콤
| 연도      | 방송사 | 제목                             | 역할   | 방송횟수 |
| --------- | ------ | -------------------------------- | ------ | -------- |
| 2002~2003 | SBS    | 똑바로 살아라                    | 노민정 | 239부작  |
| 2004      | SBS    | 오픈드라마 남과 여 - 봄날은 온다 |        | 1부작    |
| 2005      | SBS    | 그 여름의 태풍                   | 유란   | 30부작   |
| 2006      | SBS    | 사랑과 야망                      | 장세미 | 81부작   |
| 2006~2007 | MBC    | 거침없이 하이킥!                 | 서민정 | 167부작  |

### 영화
| 연도 | 제목                 | 역할        | 비고            |
| ---- | -------------------- | ----------- | --------------- |
| 2004 | 제니, 주노           | 제니 언니   |                 |
| 2006 | 나누와 실라의 대모험 | 나누 (더빙) | 애니메이션 영화 |

## 방송

### 텔레비전 프로그램
| 연도      | 방송사     | 제목                      | 역할                                   | 기간                             | 비고 |
| --------- | ---------- | ------------------------- | -------------------------------------- | -------------------------------- | --- |
| 2000      | MBC        | 섹션TV 연예통신           | 리포터                                 |                                  | |
| 2000~2001 | Mnet       | 핫라인 스쿨               | VJ                                     | 2000년 5월 3일 ~ 2001년          | 김지훈과 공동 진행 |
|           | MBC        | 일밤                      | 리포터                                 |                                  | |
| 2002      | MBC        | 와우! 동물천하            | 리포터                                 |                                  | |
|           | SBS        | 호기심천국                | 리포터                                 |                                  | |
|           | KBS2       | 주주클럽                  | 리포터                                 |                                  | |
|           | KBS2       | TV는 사랑을 싣고          | 게스트                                 |                                  | |
|           | SBS        | 테마스튜디오 - 스타데이트 | MC                                     |                                  | |
|           | Mnet       | 아토믹키튼 스폐셜         | MC                                     |                                  | |
|           | MBC        | 까치가 울면               | MC                                     |                                  | |
|           | KBS2, KBS1 | 우리말 겨루기             | MC                                     |                                  | 2002년 12월 25일부터 2003년 11월 8일까지는 정재환과 공동 진행, 2003년 11월 15일부터 2004년 5월 1일까지는 김현욱 아나운서와 공동 진행 |
| 2003      | MBC        | 전파견문록                | 게스트                                 | 2월 3일                          | 조형기, 태진아, 주영훈, 김나운, 이종수, 이경규와 공동 진행                                                                           |
| 2003      | MBC        | 제21회 MBC 창작동요제     | MC                                     | 5월 6일                          | 박준형과 공동 진행 |
| 2007      | MBC        | 유재석 김원희의 놀러와    | 게스트                                 | 6월 9일 ~ 6월 16일               | 거침없이 하이킥 특집 |
| 2017      | MBC        | 미스터리 음악쇼 복면가왕  | 참가자 (캐첩 두 개 주세요~! 감자튀김!) | 6월 26일                         | |
| 2017      | MBC        | 오빠생각                  | 게스트                                 | 7월 9일                          | 8회, 신동, UV, 서민정 편 |
| 2017      | MBC        | 황금어장 라디오스타       | 게스트                                 | 7월 27일                         | 537회, ‘하이킥, 두 번째 역습! 한 번 더 오케이?’ 특집                                                                                 |
| 2017      | MBC        | 섹션TV 연예통신           | 스페셜 편집장 (특별 MC)                | 7월 31일                         | [ 14 ] |
| 2017      | SBS        | 동상이몽 2 - 너는 내 운명 | 게스트                                 | 8월 8일                          | 5회 |
| 2017      | KBS2       | 1 대 100                  | 게스트                                 | 8월 30일                         | 495회, 선우용여, 서민정 편 |
| 2017      | JTBC       | 냉장고를 부탁해           | 게스트                                 | 9월 4일 ~ 9월 11일               | 146~147회, 김지훈 & 서민정 편 |
| 2017~2018 | JTBC       | 이방인                    | 고정 출연                              | 2017년 12월 3일 ~ 2018년 4월 1일 | 리얼리티 프로그램 |
| 2018      | JTBC       | 한끼줍쇼                  | 게스트                                 | 1월 11일                         | 64회, 일산 식사동 편 |
| 2019      | KBS2       | 옥탑방의 문제아들         | 게스트                                 | 8월 27일                         | 42회 |
| 2021      | MBC        | 다큐플렉스                | 출연                                   | 11월 13일                        | 거침없이 하이킥 2부 |

### 라디오 프로그램
| 연도      | 방송사      | 제목                         | 역할        | 기간                     | 비고   |
| --------- | ----------- | ---------------------------- | ----------- | ------------------------ | ------ |
| 2002~2005 | SBS 러브 FM | 서민정의 기쁜 우리 젊은날    | DJ          | 2002년 10월 ~ 2005년 4월 | [ 15 ] |
| 2016년    | SBS 러브 FM | 송은이, 김숙의 언니네 라디오 | 게스트 출연 | 8월 3일                  | [ 16 ] |

## 광고
- 테크노마트 - (김창완)편
- 크라운제과
- 빙그레 바나나맛 우유, 생귤탱귤
- TJ미디어 질러넷
- 신한카드

## 수상
- 2005년 SBS 연기대상 라디오MC부문 특별상
- 2007년 Mnet 20's choice 베스트키스상